# Szicíliai hadjárat
A szicíliai hadjárat az ókori görög történelem egyik legnagyobb tengeri hadművelete volt, amelyre a peloponnészoszi háború utolsó évtizedének kezdetén, i. e. 415-413-ban került sor. A vállalkozás hadműveleti célja a Földközi-tenger nyugati medencéje feletti ellenőrzés megszerzése és Szicília meghódítása volt. A hadjáratot több hadvezér irányította: Nikiasz, Lamarkhosz , Alkibiadész és Démoszthenész (nem azonos a későbbi híres szónokkal). A vezérek egymástól különböző hadvezetési tervei és az Alkibiadész ellen, Athénben indított bírósági eljárás azonban megakadályozta Szürakuszai bevételét is. A Gülipposz vezette spártai flotta  végül megsemmisítette az athéni hajóhadat és blokádjával meggátolta az  athéniek menekülését, s ezáltal véget vetett athén tengeri uralmának is. A szárazföldön körülzárt athéni sereget szinte teljesen lemészárolták. A szürakuszai katasztrófa után egymást érték az athéniak vereségével végződő ütközetek a peloponnészoszi háború elvesztéséig.

## A hadjárat  ürügye, célja és résztvevői
Az ürügyet az athéniek vállalkozásához egyik szövetséges városállamuk, a Szicília északnyugati részén fekvő kisváros, Szegeszta megvédése szolgáltatta, melynek lakói háborúba keveredtek a dór Szürakuszaival és Szelinunttal és Athén segítségét kérték. Az expedíció valódi célja azonban a számos független görög gyarmatvárosnak otthont adó sziget teljes egészének meghódítása volt, továbbá a Földközi-tenger nyugati medencéjét is célba vevő nagyobb szabású területi hódítás. Szicília megszerzése az első lépés lett volna az athéniek tervében, amely tulajdonképpen az Észak-Afrikától a mai Spanyolország déli területein át a közép-itáliai Etruriáig terjedő gyarmatbirodalmat birtokló Karthágó ellen irányult. A terv sikere esetén Athén évszázadokkal a rómaiak előtt saját felségterületévé tehette volna az egész földközi-tengeri térséget. 
Az i. e. 415 júliusában útnak indult expedíciót három hadvezér irányította. Közülük a leggazdagabb és a maga hatvan évével a legidősebb Nikiász volt. Harcedzett katona, akit azonban súlyos vesegyulladás kínzott. Szürakuszaiban azonban, kereskedelmi tevékenysége révén jó kapcsolatokkal rendelkezett, s ezért is remélte az athéni vezetés, hogy biztosítani tudja egy velük együttműködő csoport létrejöttét a városban. A második vezér, Lamarkhosz ugyan nem rendelkezett nagy vagyonnal, vagy jó kapcsolatokkal, de fiatal korában sok, jó szolgálatot tett Athénnek. A harmadik vezér, Athén fenegyereke, az akkor 38 éves Alkibiadész volt. Ellene istenkáromlás vádjával bírósági eljárás folyt, melyet a hadjárat idejére felfüggesztettek. Ellenségei szívesen látták volna az expedíció kudarcát, mert akkor könnyebben leszámolhattak volna vele.
A hosszan elhúzódó háború miatt Athén kénytelen volt katonai erőforrásainak végső tartalékaihoz nyúlni, és az expedícióhoz hoplitáinak támogatására nagyszámú zsoldost is fel kellett fogadnia. Valójában a 9000 első vonalban harcoló katonából csak 1500 volt athéni, a többiek a szövetséges államokból: Argoszból, Mantineiából, Árkádiából, Rhodoszból és Krétáról érkeztek. A sereg teljes létszáma a 27 810 szárazföldi harcosból, valamint 15250 matrózból, evezősből és katonából álló tengeri haderőből tevődött össze.

## Harci cselekmények
Az athéniek reményei, hogy a dél-itáliai görög városok melléjük állnak, nem váltak valóra. Még Athén szövetségese, Rhégion sem bocsátotta kikötőjét az athéni flotta rendelkezésére. Nikiász már vissza akart fordulni, de Alkibiadász ragaszkodott hozzá, hogy hajózzák körbe Szicíliát és egyenként szólítsák fel a városokat a semlegességük feladására. Cataniában sikerült is egy tengeri bázist létrehozniuk. Ugyanakkor a szürakuszaiak időt nyertek a védelem megszervezésére és szövetségeseik értesítésére.
Közben a Szalaminia nevű állami gálya parancsot hozott, hogy Alkibiadész térjen vissza Athénba és védekezzen a felújított és kibővített vádak ellen, melyekben azzal gyanúsították, hogy megcsonkította az athéni köztéri Hermész-szobrokat, a hermákat. Alkibiadész Spártába szökött és átállt a spártaiakhoz, miközben Athénben halálra ítélték.
Az i. e. 414. év folyamán az athéniek blokád alatt tartották Szürakuszait. Lamarkhosz ugyan a túlerőben lévő athéni sereg nyílt, közvetlen támadását szorgalmazta, ám Nikiász nem tett mást, mint várta, hogy Szürakuszai megadja magát. Közben Spártában Alkibiadész meggyőzte a spártaiakat, hogy küldjenek segítséget. Gülipposz vezetésével útnak is indult egy 14 gályából álló kis hajóraj, amely sikeresen bejutott a városba az athéniek blokádján keresztül. Éppen jókor érkeztek, mert egy Nikiász által pénzelt radikális csoport már majdnem rábeszélte a városvédőket a megadásra. Gülipposz befejezte az ellenfalak felhúzását, s a szürakuszai flotta is kiegészült a spártai és korinthoszi hajókkal. Így már az athéniek tengeri fölénye is megrendült. Lamarkhoszt egy kisebb, értelmetlen csetepatéban megölték, és az egyre súlyosbodó vesebajával küzdő Nikiász maradt az egyedüli parancsnok. A másik oldalon Gülipposz sikeresen sereget kovácsolt a zöldfülü újoncokból és megnyerte a szürakuszaiak bizalmát. Nikiász egyre inkább döntésképtelen lett, s kérte leváltását, továbbá egy új expedíciós hadsereg kiküldését. Kérését először mereven elutasították, sőt valószínűleg halálos ítélet várta volna odahaza kudarc esetén. A flotta és a sereg meggyengülése miatt végül Athén mégis friss erőket küldött Démoszthenész vezetésével. A mocsaras területen lévő táborban azonban láz és betegség tizedelte az athéni sereget, ami i. e. 413 nyarára kritikus helyzetbe került. Démoszthenész ekkor úgy döntött, hogy a 40000 fős teljes haderővel éjszakai támadást indít a szürakuszai ellenfal ellen. (Nikiász ekkor már állandóan ágyban fekvő beteg volt.) A támadást holdtöltekor indította meg, és csak későn ismerte fel, hogy éppen a holdvilág akadályozza a sziklás terepen való előrehaladást. A hold a támadók mögött volt, akik hosszan előrevetődő árnyékuk miatt nem látták a bokrokat, sziklákat és az aljnövényzetet. A szürakuszaiak pajzsaik töretlen vonala mögé húzódva várták az athéniek rohamát, miközben a támadók csetlettek-botlottak, elzuhantak, egymásnak estek, végül az arcvonal teljes hosszában menekülésre kényszerültek. E kudarcba fulladt támadásban Démoszthenész 2000 halottat és még több sebesültet vesztett. Ezután Démoszthenész az ostrom feladása és a visszavonulás mellett érvelt, de Nikiász még mindig reménykedett a város megadásában, ahová újabb spártai erősítés érkezett. Az athéni tábort ugyanakkor a vérhas és a malária tovább pusztította. Gülipposz időközben hajóit korinthoszi döfőorral szereltette fel, az orr-részüket pedig deszkákkal erősíttette meg, hogy alkalmassá tegye őket a szemből történő ütközésre. Csellel ütközetre kényszerítette az athéni flottát. A 76 szürakuszai és 84 athéni gálya összecsapásában Gülipposz teljes győzelmet aratott; 25 athéni hajót süllyesztett el vagy ejtett foglyul, véget vetve Athén tengeri uralmának. Démoszthenész rémületére triérészekből és kereskedelmi hajókból álló lánccal lezárta a kikötő bejáratát, elvágva ezzel a menekülési útvonalat.
Ezek után az athéniak visszavonulása a szárazföldön i. e. 413. szeptember 11-én két hadoszlopban kezdődött meg Catania irányába. A szürakuszaiak és szövetségeseik azonban nem engedték a visszavonulókat ivóvízhez jutni, s végül amikor a szomjúságtól elgyötört athéniek zárt alakzatai felbomlottak és az Asszinarosz folyócska partjai felé tódultak, a szürakuszaiak körülzárták őket és szörnyű mészárlást rendeztek. Körülbelül 18000 ember halt meg a vízben és a folyóparton. A holttestek tömegétől elszörnyedt Nikiász odalovagolt Gülipposzhoz, a lábai elé vetette magát, úgy könyörgött kegyelemért. Az egész seregből mindössze 1000 embernek sikerült elérni Cataniát. 7000 athéni hadifoglyot pedig rabszolgának adtak el.

## Következmények
Démoszthenész és Nikiász végzete különösen kegyetlen volt. A feldühödött szürakuszaiak nem hallgattak Gülipposzra, akinek a két athéni vezér kegyelem fejében megadta magát, és megkínozták, majd kivégezték őket. A meztelen holttesteket a város kapuin kívülre hajították, hogy a kutyák tépjék szét azokat. 
A spártaiak még ugyanebben az évben elfoglalták az Athén melletti Dekaleiát, s onnan kiindulva pusztították Attikát.
A következő nyolc évben Athén egyik vereséget a másik után szenvedte el a peloponnészoszi háborúban. Katonai hegemóniája a görög világban véget ért, végzete az i. e. 405. évi Aegoszpotami melletti spártai győzelemmel teljesedett be.